# Dennis van de Laar
Dennis Alphons Ronald van de Laar (ur. 3 lutego 1994 w Haarlemie) – holenderski kierowca wyścigowy.

## Życiorys
Van de Laar rozpoczął karierę w wyścigach samochodowych w wieku 16 lat w 2010 roku poprzez starty w Formido Swift Cup. W ciągu 14 wyścigów jeden zwyciężył i pięciokrotnie stawał na podium. Dzięki uzbieranym 160 punktom ukończył sezon na trzeciej pozycji w klasyfikacji generalnej. Rok później pojawił się na starcie Dutch Race Driver Organisation w samochodach Diesel. Tam nie dość, że we wszystkich wyścigach stawał na podium, to w tylko jednym nie wygrał. Zdecydowanie został mistrzem serii. Poza tymi startami Holender został również zgłoszony do Brytyjskiej Formuły 3 oraz Północnoeuropejskiego Pucharu Formuły Renault 2.0. W obu seriach nie stawał na podium. Z dorobkiem odpowiednio 40 i 186 punktów uplasował się na 16 i 7 pozycji w klasyfikacji generalnej.
W sezonie 2012 Holender spisał się najlepiej w ATS Formel 3 Cup. Dzięki jednemu podium uzbierał 110 punktów, co mu dało 9 lokatę w klasyfikacji kierowców. W tym samym roku wygrał jeden wyścig w AHC RiskStrategy Diesel i ukończył sezon na 11. miejscu. Poza tym w Formule 3 Euro Series w ciągu trzech wyścigów nie zdobył punktów.
Na sezon 2013 van de Laar podpisał kontrakt z holenderską ekipą Van Amersfoort Racing na starty w Europejskiej Formule 3. Z dorobkiem 22 punktów ukończył sezon na dwudziestej pozycji w klasyfikacji generalnej.
W 2014 roku Holender zmienił zespół na włoską ekipę Prema Powerteam. Wystartował łącznie w 33 wyścigach, w ciągu których uzbierał łącznie 38 punkty. Wystarczyło to na czternaste miejsce w końcowej klasyfikacji kierowców. Wystąpił jako debiutant w ostatniej rundzie Porsche Supercup w USA.

## Wyniki

### Podsumowanie
| Sezon     | Seria                                         | Zespół                              | Wyścigi | Zwycięstwa | PP | NO | Podium | Punkty | Pozycja |
| --------- | --------------------------------------------- | ----------------------------------- | ------- | ---------- | -- | -- | ------ | ------ | ------- |
| 2010      | Formido Swift Cup                             | CRS Racing                          | 14      | 1          | 1  | 0  | 5      | 160    | 3       |
| 2010/2011 | Dutch Winter Endurance Series                 |                                     | 1       | 0          | 0  | 0  | 1      | 0      | NS†     |
| 2011      | Finał Brytyjskiej Formuły Renault             | Van Amersfoort Racing               | 6       | 0          | 0  | 0  | 0      | 40     | 16      |
| 2011      | Północnoeuropejski Puchar Formuły Renault 2.0 | Van Amersfoort Racing               | 20      | 0          | 0  | 0  | 0      | 186    | 7       |
| 2011      | Europejski Puchar Formuły Renault 2.0         | Van Amersfoort Racing               | 2       | 0          | 0  | 0  | 0      | 0      | NS      |
| 2011      | Dutch Race Driver Organisation - Diesel       | Equipe van de Laar                  | 8       | 7          |    |    | 8      | 152    | 1       |
| 2011      | FIA GT3 European Championship                 | Aevitae Bleekemolen Racing          | 0       | 0          | 0  | 0  | 0      | 0      | NS      |
| 2012      | ATS Formel 3 Cup                              | Van Amersfoort Racing               | 24      | 0          | 0  | 0  | 1      | 110    | 9       |
| 2012      | Formuła 3 Euro Series                         | Van Amersfoort Racing               | 3       | 0          | 0  | 0  | 0      | 0      | NS      |
| 2012      | Grand Prix Makau                              | Van Amersfoort Racing               | 1       | 0          | 0  | 0  | 0      | N/A    | 24      |
| 2012      | AHC RiskStrategy Diesel                       |                                     | 2       | 1          |    |    | 2      | 37     | 11      |
| 2012      | Masters of Formula 3                          | Carlin                              | 1       | 0          | 0  | 0  | 0      | N/A    | 13      |
| 2013      | Masters of Formula 3                          | Van Amersfoort Racing               | 1       | 0          | 0  | 0  | 0      | N/A    | 11      |
| 2013      | Europejska Formuła 3                          | Van Amersfoort Racing               | 30      | 0          | 0  | 0  | 0      | 22     | 20      |
| 2013      | Grand American Rolex Series - GT              | TRG                                 | 1       | 0          | 0  | 0  | 0      | 16     | 58      |
| 2013      | Grand Prix Makau                              | Mücke Motorsport                    | 1       | 0          | 0  | 0  | 0      | N/A    | 18      |
| 2014      | Europejska Formuła 3                          | Prema Powerteam                     | 33      | 0          | 0  | 0  | 0      | 38     | 14      |
| 2014      | Florida Winter Series                         |                                     | 12      | 1          | 0  | 1  | 4      | 0      | NS†     |
| 2014      | Zandvoort Masters                             | Double R Racing                     | 1       | 0          | 0  | 0  | 0      | N/A    | 8       |
| 2014      | Porsche Supercup                              | McGregor powered by Attempto Racing | 2       | 0          | 0  | 0  | 0      | 1†     | 26†     |

† – van de Laar nie był zaliczany do klasyfikacji.